# NGC 4835
NGC 4835 (również PGC 44409) – galaktyka spiralna z poprzeczką (SBbc), znajdująca się w gwiazdozbiorze Centaura. Odkrył ją John Herschel 3 czerwca 1834 roku.